# 불꽃 슛 통키
《불꽃 슛 통키》(Shoot Fireworks, Tonkey)는 한국에서 제작된 최기풍 감독의 1993년 액션 영화이며 SBS에서 인기리에 방영된 《피구왕 통키》의 실사판이다.
이미림 등이 주연으로 출연하였고 김춘범 등이 제작에 참여하였으며 태동초등학교(당시 국민학교) 피구부 선수들이 명백한 어린이들인데도 불구하고 20~30대 성인 배우를 쓴 점 등의 혹평이 있었으며 극장을 구하지 못해 영화가 개봉되지 못했고 제작사 비유엠 영화 제작소는 해당 작품을 끝으로 문을 닫았다.

## 출연

### 주연
- 이미림 ... 통키 역
- 문성복 ... 맹태 역

### 조연
- 송주연 ... 미나 역
- 김승환 ... 타이거 역
- 하재영 ... 송진우 역
- 유명진 ... 김미화 역
- 안진수 ... 교장 선생님 역
- 표성대 ... 장도끼 역
- 안종환 ... 나태풍 역
- 신재명 ... 허대포 역
- 양성수 ... 권총탄 역
- 최수암 ... 주장 역
- 전민호
- 이준호
- 이정희
- 이미령
- 김윤경
- 강수진 ... 권총탄 목소리 역
- 민경원 ... 담임 선생 역

## 기타
- 조명: 김석진
- 조명: 민덕기
- 조명: 김양현
- 조연출: 김경필
- 조연출: 김연희
- 조연출: 민경원
- 스크립터: 송경옥
- 특수효과: 정도안
- 분장: 안근호